# كانسيتيو (نيويورك)
كانسيتيو (بالإنجليزية: Canisteo, New York)‏ هي بلدة أمريكية تقع في الولايات المتحدة في مقاطعة ستوبين، نيويورك. يقدر عدد سكانها بـ 3,391 نسمة .

## أعلام
- هوارد أرمسترونغ
- روبرت د. هولمز